# Eva-Maria Förtsch
Eva-Maria Förtsch (* 15. Januar 1951 in Schlegel) ist eine deutsche Psychologin und Politikerin der PDS/Die Linke. 1990 vertrat sie die PDS als Abgeordnete in der Volkskammer.

## Leben
Förtsch wurde 1951 im sächsischen Schlegel als Eva-Maria Krüger geboren. Nach Schulbesuchen in Leipzig und Erfurt schloss sie 1969 das Abitur mit Berufsausbildung zur Krankenschwester ab. Anschließend absolvierte sie an der Friedrich-Schiller-Universität Jena ein Studium der Sozialpsychologie, welches sie als Diplom-Psychologin abschloss. Förtsch arbeitete danach bis zum Dezember 1990 in Gesundheitseinrichtungen des Kreises Bad Salzungen, zuletzt im Krankenhaus Bad Liebenstein, als Psychologin. Nach der Bundestagswahl 1990 fand sie bis 1994 eine Anstellung als wissenschaftliche Mitarbeiterin bei der PDS-Bundestagsfraktion. Im Anschluss wirkte Förtsch bis 2010 wieder in ihrem Lebensmittelpunkt Bad Salzungen, wo sie zunächst in der Versicherungsbranche, später im Bereich der Arbeitsvermittlung tätig war. Danach kehrte sie wieder in ihren alten Beruf zurück und ist seitdem als leitende Psychologin bei der Asklepios Burgseeklinik in Bad Salzungen angestellt.

## Politischer Werdegang
Förtsch trat bereits 1969 in die SED ein und blieb auch Mitglied der Nachfolgeparteien PDS und Die Linke. Zu den ersten freien Volkskammerwahlen am 18. März 1990 trat sie im Wahlkreis Suhl auf dem Listenplatz Zwei für die PDS an. Da die Partei in diesem Wahlkreis genau zwei Mandate erringen konnte, zog Förtsch als PDS-Abgeordnete in die Volkskammer ein. In der PDS-Fraktion gehörte sie dem Fraktionsvorstand an. Vor der Auflösung der Volkskammer wurde Förtsch als Nachfolgekandidatin für die 144 Volkskammerabgeordneten gewählt, die in den 11. Bundestag übernommen wurden. Sie trat aber kein Bundestagsmandat mehr an. Nach der Auflösung der Volkskammer vertrat Förtsch bis 2009 die PDS/Die Linke als Stadträtin in Bad Salzungen. Zu den Thüringer Landtagswahlen 1994 kandidierte sie als Direktkandidatin im Wahlkreis Wartburgkreis I, war dort aber chancenlos.